# Agustín Blessing Presinger
Agustín Blessing Presinger (Treffelhausen, Confederación Alemana del Norte, 11 de mayo de 1868  - Limón, Costa Rica, 11 de febrero de 1934) fue el primer obispo del Vicariato Apostólico de Limón en la actualidad Diócesis de Limón.

## Datos biográficos
Agustín Blessing Presinger nació el 11 de mayo de 1868 en la ciudad alemana de Treffelhausen. El 24 de febrero de 1894 fue ordenado sacerdote de la Congregación para la Misión, por Mons. Bernarno Augusto Thiel. En 1921, a los 53 años fue elegido como vicario apostólico para el Vicariato Apostólico de Limón en la provincia eclesiástica de Costa Rica, ese mismo año se le nombra titular de la Diócesis de Tegea y al año siguiente es ordenado como titular de la misma por el Arzobispo de San José Mons. Rafael Otón Castro y Jiménez, además de Mons. Antonio del Carmen Monester y Zamora de la Diócesis de Alajuela y el obispo de Panamá Mons. Guillermo Rojas y Arrieta C.M.
Realizó diversas misiones entre los territorios indígenas del territorio de la hoy Diócesis de San Isidro de El General. Murió y fue enterrado en la ciudad de Limón el 1 de febrero de 1934.

## Sucesión
| Predecesor: Sin erección          | I Obispo del Vicariato Apostólico de Limón 16 de diciembre de 1921 - 1 de febrero de 1934 | Sucesor: Mons. Karl Albert Wollgarten, C.M.        |
| Predecesor: Mons. Stefan Lewiński | III Obispo titular de Tegea 21 de diciembre de 1921 - 1 de febrero de 1934                | Sucesor: Mons. José María Preciado y Nieva, C.M.F. |